# Saint-Germier (Gers)
Saint-Germier – miejscowość i gmina we Francji, w regionie Oksytania, w departamencie Gers.
Według danych na rok 1990 gminę zamieszkiwało 112 osób, a gęstość zaludnienia wynosiła 16 osób/km² (wśród 3020 gmin regionu Midi-Pireneje Saint-Germier plasuje się na 951 miejscu pod względem liczby ludności, natomiast pod względem powierzchni na miejscu 1326).